# Mideanîțea, Irșava
Mideanîțea (în ucraineană Мідяниця) este un sat în comuna Ardanovo din raionul Irșava, regiunea Transcarpatia, Ucraina.

## Demografie
Componența lingvistică a localității Mideanîțea
     Ucraineană (100%)
Conform recensământului din 2001, toată populația localității Mideanîțea era vorbitoare de ucraineană (100%).